# Хозяйственное партнёрство
Хозя́йственное партнёрство — в России созданная двумя или более (до 50) лицами коммерческая организация, в управлении деятельностью которой принимают участие участники партнёрства, а также иные лица в пределах и в объёме, которые предусмотрены соглашением об управлении партнёрством. Партнёрство считается созданным как юридическое лицо с момента его государственной регистрации.
Партнёрство не может быть учредителем (участником) других юридических лиц, за исключением союзов и ассоциаций.
Партнёрство не вправе осуществлять эмиссию облигаций и иных эмиссионных ценных бумаг.
Партнёрство не вправе размещать рекламу своей деятельности.
Правовое регулирование хозяйственного партнёрства осуществляется Гражданским кодексом РФ и соответствующими федеральными законами.
Каждый участник партнерства обязан внести вклад в складочный капитал партнерства. Вкладом не могут выступать ценные бумаги, за исключением облигаций хозяйственных обществ. Участник вправе передать свою долю в складочном капитале партнерства путём её продажи или отчуждения иным образом другому участнику, партнерству либо третьему лицу.